# Campeonato Mundial de Snowboard de 2011 - Halfpipe feminino
A prova do halfpipe feminino do Campeonato Mundial de Snowboard de 2011 foi disputado entre 19 e 20 de janeiro na estação de esqui La Molina, localizado na cidade de Alp na Espanha.

## Medalhistas
| Ouro                 | Prata               | Bronze          |
| Holly Crawford (AUS) | Ursina Haller (SUI) | Liu Jiayu (CHN) |

## Resultados

### Qualificação
A qualificação ocorreu dia 19 de janeiro.
Heat 1 
| Colocação | Bib | Nome             | Nacionalidade  | Descida 1 | Descida 2 | Melhor | Notas |
| --------- | --- | ---------------- | -------------- | --------- | --------- | ------ | ----- |
| 1         | 5   | Liu Jiayu        | China          | 25.2      | 27.0      | 27.0   | QF    |
| 2         | 7   | Cai Xuetong      | China          | 25.4      | 25.1      | 25.4   | QF    |
| 3         | 8   | Sun Zhifeng      | China          | 25.3      | 8.2       | 25.3   | QF    |
| 4         | 3   | Sophie Rodriguez | França         | 23.3      | 22.6      | 23.3   | QSF   |
| 5         | 4   | Šárka Pančochová | Chéquia        | 20.0      | 22.3      | 22.3   | QSF   |
| 6         | 2   | Paulina Ligocka  | Polónia        | 19.5      | 22.2      | 22.2   | QSF   |
| 7         | 1   | Mercedes Nicoll  | Canadá         | 21.9      | 22.1      | 22.1   | QSF   |
| 8         | 6   | Mirabelle Thovex | França         | 16.7      | 19.7      | 19.7   | QSF   |
| 9         | 9   | Nadja Purtschert | Suíça          | 19.6      | 17.5      | 19.6   | QSF   |
| 10        | 13  | Kendall Brown    | Nova Zelândia  | 15.6      | 9.1       | 15.6   |       |
| 11        | 12  | Allyson Carroll  | Estados Unidos | 6.5       | 15.1      | 15.1   |       |
| 12        | 10  | Elena Alekhina   | Rússia         | 12.0      | 10.4      | 12.0   |       |
| 13        | 11  | Haruna Matsumoto | Japão          | 8.5       | 11.7      | 11.7   |       |
| 14        | 16  | Tiina Lindström  | Finlândia      | 11.5      | 10.2      | 11.5   |       |
| 15        | 14  | Summer Fenton    | Estados Unidos | 10.0      | 9.1       | 10.0   |       |
| 16        | 15  | Anja Stefan      | Croácia        | 8.6       | 8.4       | 8.6    |       |

Bateria 2:
| Colocação | Bib | Nome                   | Nacionalidade  | Descida 1 | Descida 2 | Melhor | Notas |
| --------- | --- | ---------------------- | -------------- | --------- | --------- | ------ | ----- |
| 1         | 24  | Holly Crawford         | Austrália      | 23.7      | 23.9      | 23.9   | QF    |
| 2         | 25  | Rana Okada             | Japão          | 22.6      | 23.6      | 23.6   | QF    |
| 3         | 23  | Ursina Haller          | Suíça          | 22.7      | 21.3      | 22.7   | QF    |
| 4         | 22  | Sarah Conrad           | Canadá         | 19.2      | 22.3      | 22.3   | QSF   |
| 5         | 26  | Rebecca Sinclair       | Nova Zelândia  | 17.1      | 20.7      | 20.7   | QSF   |
| 6         | 21  | Alexandra Duckworth    | Canadá         | 20.5      | 17.6      | 20.5   | QSF   |
| 7         | 18  | Anne Sophie Pellissier | França         | 16.5      | 19.7      | 19.7   | QSF   |
| 8         | 32  | Xu Xiujuan             | China          | 19.4      | 10.2      | 19.4   | QSF   |
| 9         | 28  | Claire Bidez           | Estados Unidos | 8.8       | 18.8      | 18.8   | QSF   |
| 10        | 30  | Enni Rukajärvi         | Finlândia      | 11.4      | 13.4      | 13.4   |       |
| 11        | 27  | Pia Meusburger         | Áustria        | 10.9      | 13.1      | 13.1   |       |
| 12        | 20  | Palmer Taylor          | Canadá         | 11.7      | 4.4       | 11.7   |       |
| 13        | 29  | Saana Pehkonen         | Finlândia      | 9.8       | 10.7      | 10.7   |       |
| 14        | 31  | Merika Enne            | Finlândia      | 8.5       | 9.3       | 9.3    |       |
| 15        | 17  | Cilka Sadar            | Eslovênia      | 2.1       | 2.0       | 2.0    |       |
| 16        | 19  | Chen Xu                | China          | 1.3       | DNS       | 1.3    |       |

### Semifinal
A semifinal ocorreu em  19 de janeiro. 
| Colocação | Bib | Nome                   | Nacionalidade  | Descida 1 | Descida 2 | Melhor | Notas |
| --------- | --- | ---------------------- | -------------- | --------- | --------- | ------ | ----- |
| 1         | 3   | Sophie Rodriguez       | França         | 6.0       | 23.9      | 23.9   | Q     |
| 2         | 26  | Rebecca Sinclair       | Nova Zelândia  | 22.8      | 18.4      | 22.8   | Q     |
| 3         | 1   | Mercedes Nicoll        | Canadá         | 21.8      | 0.9       | 21.8   | Q     |
| 4         | 2   | Paulina Ligocka        | Polónia        | 21.0      | 17.4      | 21.0   | Q     |
| 5         | 18  | Anne Sophie Pellissier | França         | 16.5      | 20.5      | 20.5   | Q     |
| 6         | 6   | Mirabelle Thovex       | França         | 19.2      | 11.5      | 19.2   | Q     |
| 7         | 32  | Xu Xiujuan             | China          | 19.0      | 8.1       | 19.0   |       |
| 8         | 21  | Alexandra Duckworth    | Canadá         | 18.9      | 10.6      | 18.9   |       |
| 9         | 9   | Nadja Purtschert       | Suíça          | 5.0       | 16.3      | 16.3   |       |
| 10        | 22  | Sarah Conrad           | Canadá         | 1.6       | 15.8      | 15.8   |       |
| 11        | 4   | Šárka Pančochová       | Chéquia        | 9.0       | 2.4       | 9.0    |       |
|           | 28  | Claire Bidez           | Estados Unidos |           |           |        | DNS   |

### Final
A final ocorreu em  20 de janeiro. 
| Colocação         | Bib | Nome                   | Nacionalidade | Descida 1 | Descida 2 | Melhor | Notas |
| ----------------- | --- | ---------------------- | ------------- | --------- | --------- | ------ | ----- |
| Medalha de ouro   | 24  | Holly Crawford         | Austrália     | 26.7      | 11.1      | 26.7   |       |
| Medalha de prata  | 23  | Ursina Haller          | Suíça         | 22.8      | 18.4      | 22.8   |       |
| Medalha de bronze | 5   | Liu Jiayu              | China         | 22.5      | 0.9       | 22.5   |       |
| 4                 | 26  | Rebecca Sinclair       | Nova Zelândia | 22.0      | 3.9       | 22.0   |       |
| 5                 | 8   | Sun Zhifeng            | China         | 2.7       | 21.1      | 21.1   |       |
| 6                 | 7   | Cai Xuetong            | China         | 18.7      | 11.2      | 18.7   |       |
| 7                 | 6   | Mirabelle Thovex       | França        | 3.8       | 16.4      | 16.4   |       |
| 8                 | 1   | Mercedes Nicoll        | Canadá        | 16.3      | 9.7       | 16.3   |       |
| 9                 | 18  | Anne Sophie Pellissier | França        | 5.0       | 14.3      | 14.3   |       |
| 10                | 25  | Rana Okada             | Japão         | 8.3       | 12.3      | 12.3   |       |
| 11                | 2   | Paulina Ligocka        | Polónia       | 10.9      | 2.0       | 10.9   |       |
| 12                | 3   | Sophie Rodriguez       | França        | 6.5       | 1.6       | 6.5    |       |

Legenda
| Recorde mundial       | Recorde mundial (World record)               |                       | Recorde africano                      | Recorde africano (African) |                                           | Q | Classificado por posição (Qualified) |
| Recorde do campeonato | Recorde do campeonato (Championship record)  | Recorde da América    | Recorde da América (Americas)         | q                          | Classificado por melhor tempo (Qualified) |   |                                      |
| Melhor marca do ano   | Melhor marca do ano (World leading)          | Recorde asiático      | Recorde asiático (Asian)              | DNS                        | Não largou (Did not start)                |   |                                      |
| Recorde nacional      | Recorde nacional (National record)           | Recorde europeu       | Recorde europeu (European)            | DNF                        | Não terminou (Did not finish)             |   |                                      |
| Recorde pessoal       | Recorde pessoal do atleta (Personal best)    | Recorde da Oceania    | Recorde da Oceania (Oceania)          | DSQ / DQ                   | Desclassificado (Disqualified)            |   |                                      |
| Recorde da temporada  | Recorde da temporada do atleta (Season best) | Recorde sul-americano | Recorde sul-americano (South America) | NM                         | Sem marca (No mark)                       |   |                                      |